# Pantera negra

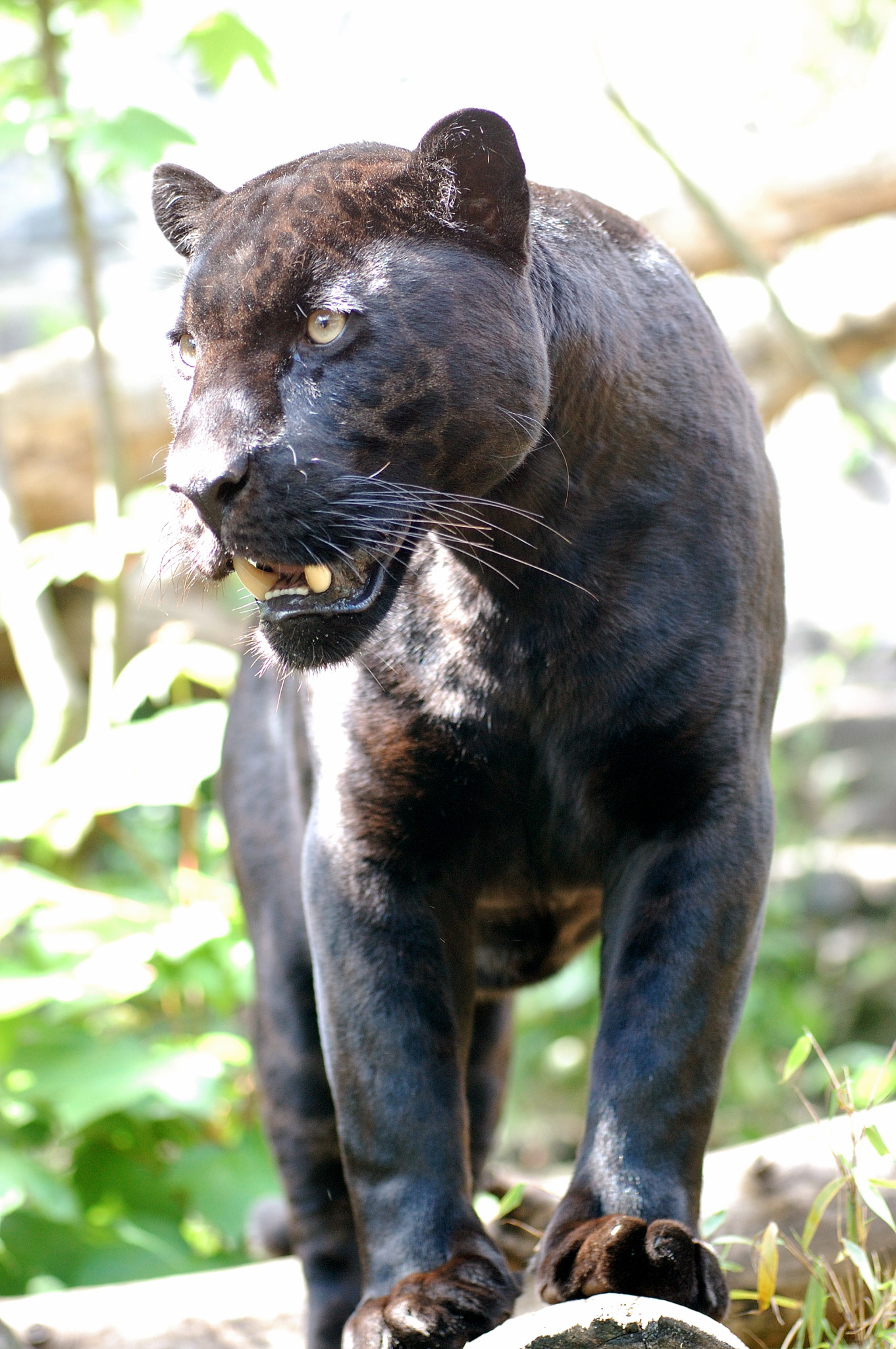
Una «pantera negra», un jaguar melànic.

La pantera negra és una variació negra (melanisme) de diverses espècies de grans felins, especialment del lleopard (Panthera pardus) i del jaguar (Panthera onca).

## Ús històric de la paraula «pantera»
Existeix certa confusió amb les paraules «pantera» i «lleopard». D'una banda, Panthera és un gènere de fèlids que inclou cinc espècies, els esmentats lleopard i jaguar, així com els lleons (Panthera leo), els tigres (Panthera tigris) i les panteres de les neus (Panthera uncia).
D'altra banda, hi ha el gènere  Leopardus, que inclou diverses espècies de felins americans, entre elles l'ocelot (Leopardus pardalis). El nom del gènere va ser escollit per la seva semblança superficial amb el lleopard pel que fa al color i clapejat del pelatge, no obstant això, convé recordar que el lleopard pertany a un altre gènere (Panthera).
Finalment, hi ha la paraula catalana «pantera», que s'usa en un altre sentit al nom científic Panthera, ja que, evidentment, ningú diu «pantera» al lleó o el tigre tot i pertànyer a aquest gènere.
En Sud-amèrica es denomina «pantera» el jaguar, a Nord-amèrica, la paraula «pantera» és comunament usada per a denominar el puma (gènere Puma), i per a la resta del món, especialment a Àfrica i Àsia, és usada per a denominar el lleopard.

## Melanisme en panteres
Els melanismes molt comú en els jaguars (Panthera onca), que és comú en els gens gràcies a un al·lel dominant, i en els lleopards (Panthera pardus), gràcies a un al·lel recessiu. Les típiques marques d'aquests animals es mantenen però es veuen ocultes pel color negre atorgat per la melanina. L'albinisme i el leucisme són els efectes contraris a l'atorgat pel melanisme.